# The Girl of the Golden West
The Girl of the Golden West é um filme estadunidense, do gênero western e musical, dirigido por Robert Z. Leonard e estrelado por Jeanette MacDonald e Nelson Eddy. O filme é uma adaptação da peça de mesmo nome de David Belasco.

## Elenco
- Jeanette MacDonald ...Mary Robbins
- Nelson Eddy ...Ramerez
- Walter Pidgeon ...Sheriff Jack Rance
- Leo Carrillo ...Mosquito
- Buddy Ebsen ...Alabama
- Leonard Penn ...Pedro
- Priscilla Lawson ...Nina Martinez
- Bob Murphy ...Sonora Slim
- Olin Howland ...Trinidad Joe
- Cliff Edwards ...Minstrel Joe
- Billy Bevan ...Nick
- Brandon Tynan ...professor
- H.B. Warner ...padre Sienna
- Monty Woolley ...governador
- Charley Grapewin ...tio Davy (no prólogo)
- Noah Beery Sr. ...The General – no prólogo (como Noah Beery Sr.)
- Bill Cody Jr. ...Gringo (Ramirez jovem; no prólogo)
- Jeanne Ellis ...Mary Robbins jovem (no prólogo)
- Ynez Seabury ...Wowkle